# Ekfjällknäppare
Ekfjällknäppare (Lacon querceus) är en skalbaggsart som först beskrevs av Herbst 1784.  Ekfjällknäppare ingår i släktet Lacon, och familjen knäppare. Enligt den svenska rödlistan är arten akut hotad i Sverige. Arten förekommer på Öland. Artens livsmiljö är skogslandskap, jordbrukslandskap.